# Turbinicarpus lophophoroides
La biznaga peyotito o biznaguita (Turbinicarpus lophophoroides) es una especie fanerógama perteneciente a la familia Cactaceae. Tiene forma globosa, de hasta 3.5 cm de altura y 4.5 cm de diámetro.  Las flores tienen forma de campana alargada, miden hasta 2 cm de longitud y 3.5 cm de diámetro, son hermafroditas (perfectas) pero necesitan del polen de otras plantas para fecundarse. Los pétalos son de color blanco con un ligero tinte purpúreo, permanecen abiertas durante el día y son polinizadas por insectos alados y por hormigas. El fruto es una baya de color verde claro, las semillas miden aproximadamente 1 mm de longitud. Se dispersa a través de semillas y se reproduce varias veces durante su vida (estrategia de reproducción policárpica).

## Clasificación y descripción
Plantas con un solo tallo, de forma globosa hasta conoidea, de 2.5 a 3.5 cm de altura y 4 a 4.5 cm de diámetro, de color verde grisáceo. Tubérculos de 2 a 4 mm de altura. Areolas oblongas, de 2 a 2.5 mm de longitud. Espinas 2 a 5, generalmente 3 o 4. Espinas radiales 2 o 3, a veces hasta 4, dispuestas en cruz, de 4 a 8 mm de longitud. Espina central 1, de 1 cm de longitud, lisa y negruzca o áspera y grisácea. Flores con forma de campana, de 2 cm de longitud y 3.5 cm de diámetro, de color blanco con tinte ligeramente purpúreo; estambres relativamente escasos. El fruto es una baya de color verde claro. Semillas globosas hasta ovoideas, de cerca de 1.2 mm de longitud y 0.8 mm de diámetro, negras a castaño rojizas. Raíz con forma de nabo.

## Distribución
Esta especie tiene distribución restringida, y es endémica de México. Se localiza en el estado de San Luis Potosí, en los municipios de Rioverde, Villa Juárez, Ciudad del Maíz y Ciudad Fernández.

## Ambiente
Crece en vegetación de matorral xerófilo, como el matorral desértico microfilo, con dominancia de gobernadora (Larrea tridentata), y pastizal con mezquite (Prosopis juliflora). Se localiza principalmente en suelos calcáreos con afloramientos de yeso y suelos gypsicos, por lo que se considera como una especialista edáfica. Se ha registrado a una altitud de 1200 m s. n. m.

## Estado de conservación
Esta especie está sujeta a extracción y venta ilegal, y su hábitat se ve amenazado por cambio en el uso del suelo (agricultura, construcción de infraestructura y minería). Se encuentra listada en la NOM-059-SEMARNAT-2010, bajo la categoría de Sujeta a Protección Especial (Pr). En la Unión Internacional para la Conservación de la Naturaleza (UICN) como Casi Amenazada (NT) (near threatened). Este género se encuentran en el Apéndice I de la CITES. Y al encontrarse en categoría de riesgo también está regulada bajo el Código Penal Federal, la Ley General del Equilibrio Ecológico y Protección al Ambiente, y la Ley General de Vida Silvestre.

## Usos
Ornamental